# Антверп (Нью-Йорк)
Антверп (англ. Antwerp) — місто (англ. town) в США, в окрузі Джефферсон штату Нью-Йорк. Населення — 1683 особи (2020).

## Демографія
Згідно з переписом 2010 року, у місті мешкало 1846 осіб у 663 домогосподарствах у складі 496 родин. Було 772 помешкання
Расовий склад населення:
| - 97,0 % — білих - 0,8 % — чорних або афроамериканців - 0,1 % — корінних американців - 0,1 % — азіатів |

До двох чи більше рас належало 1,5 %. Частка іспаномовних становила 1,7 % від усіх жителів.
За віковим діапазоном населення розподілялося таким чином: 27,2 % — особи молодші 18 років, 61,2 % — особи у віці 18—64 років, 11,6 % — особи у віці 65 років та старші. Медіана віку мешканця становила 36,3 року. На 100 осіб жіночої статі у місті припадало 101,7 чоловіків;  на 100 жінок у віці від 18 років та старших — 104,6 чоловіків також старших 18 років.
Середній дохід на одне домашнє господарство  становив 61 528 доларів США (медіана — 50 000), а середній дохід на одну сім'ю — 68 985 доларів (медіана — 61 700). Медіана доходів становила 47 292 долари для чоловіків та 38 182 долари для жінок. За межею бідності перебувало 11,1 % осіб, у тому числі 13,1 % дітей у віці до 18 років та 2,0 % осіб у віці 65 років та старших.
Цивільне працевлаштоване населення становило 695 осіб. Основні галузі зайнятості: освіта, охорона здоров'я та соціальна допомога — 27,2 %, роздрібна торгівля — 16,4 %, будівництво — 12,8 %.